# Guido Citterio
Guido Citterio (* 14. Juli 1931 in Mailand; † 27. Januar 2025) war ein italienischer Eisschnellläufer.

## Werdegang
Citterio startete international erstmals bei der Mehrkampfeuropameisterschaft 1949 in Davos, wo er den 23. Platz im Großen Vierkampf errang und kam dort zwei Jahre später bei der Mehrkampf-Weltmeisterschaft auf den 29. Platz im Großen Vierkampf. In der Saison 1951/52 belegte er bei der Mehrkampfeuropameisterschaft 1952 in Östersund erneut den 23. Platz im Großen Vierkampf und in Oslo bei seiner ersten Teilnahme an Olympischen Winterspielen den 38. Platz über 500 m sowie den 32. Rang über 1500 m. In den Jahren 1953 und 1954 wurde er italienischer Meister im Mehrkampf und errang bei der Mehrkampfeuropameisterschaft 1954 in Davos den 22. Platz im Großen Vierkampf. Letztmals international startete er bei den Olympischen Winterspielen 1956 in Cortina d’Ampezzo, wo er auf den 27. Platz über 1500 m und auf den 22. Rang über 500 m lief.

## Erfolge

### Olympische Spiele
- 1952 Oslo: 32. Platz 1500 m, 38. Platz 500 m
- 1956 Cortina d’Ampezzo: 22. Platz 500 m, 27. Platz 1500 m

### Mehrkampf-Weltmeisterschaften
- 1951 Davos: 29. Platz Großer Vierkampf

### Mehrkampf-Europameisterschaften
- 1949 Davos: 23. Platz Großer Vierkampf
- 1952 Östersund: 23. Platz Großer Vierkampf
- 1954 Davos: 22. Platz Großer Vierkampf

## Persönliche Bestleistungen
| Disziplin | Zeit        | Datum             | Ort         |
| --------- | ----------- | ----------------- | ----------- |
| 500 m     | 43,0 s      | 22. Januar 1956   | Misurinasee |
| 1000 m    | 1:28,5 min  | 22. Dezember 1955 | Misurinasee |
| 1500 m    | 2:16,5 min  | 30. Januar 1956   | Misurinasee |
| 3000 m    | 5:02,4 min  | 10. Januar 1955   | Misurinasee |
| 5000 m    | 8:47,5 min  | 23. Januar 1955   | Misurinasee |
| 10.000 m  | 17:58,5 min | 4. Februar 1955   | Misurinasee |